# 컴퓨터 분노

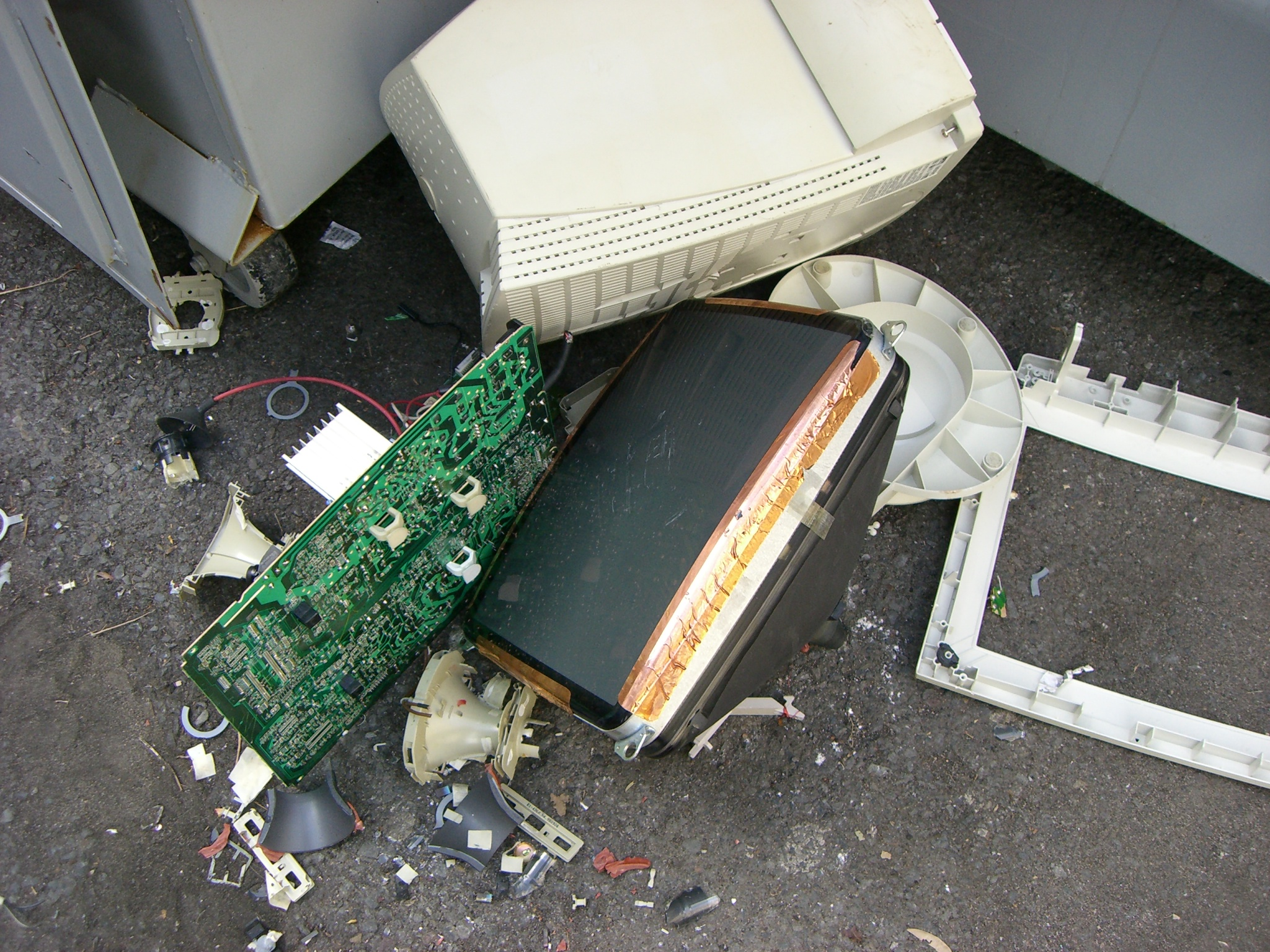
망가진 컴퓨터 모니터

컴퓨터 분노 또는 컴퓨터 레이지(computer rage)란 노여움이나 좌절감이 높아져 컴퓨터에 대한 부정적인 심리적 반응을 말한다. 컴퓨터 분노의 예로는 컴퓨터를 향해 욕하거나 소리 지르는 것, 키보드나 마우스를 세게 치거나 던지는 것, 물건이나 무기로 컴퓨터나 모니터를 공격하는 것 등이 있다.

## 주목할만한 사례
2015년 4월, 콜로라도의 한 남성이 주택가에서 자신의 컴퓨터를 뒷골목으로 가져가 9mm 권총으로 8발의 총을 쏜 혐의로 소환됐다. 심문을 받자 그는 자신의 컴퓨터에 너무 좌절해서 "임계 질량에 도달했다"고 경찰에 말했으며, 컴퓨터에 총을 쏜 후 "천사들이 높은 곳에서 노래를 불렀다"고 말했다. 2007년 한 독일 남성이 한밤중에 자신의 컴퓨터를 창밖으로 던져 이웃을 놀라게 했다. 독일 경찰은 “누가 그런 짓을 하고 싶지 않느냐”며 동정하며 고소하지 않았다. 2006년에는 한 남자가 직장에서 자신의 컴퓨터를 폭행하는 모습을 담은 감시 영상 "Bad Day"가 인터넷에서 큰 인기를 끌었고 조회수는 200만 회가 넘었다. 보고된 컴퓨터 분노의 다른 사례로는 노트북을 튀김기에 던진 식당 주인부터 컴퓨터를 창밖으로 던지려고 했지만 창이 닫혀 있다는 사실을 잊어버린 사람까지 다양하다.
독일초딩은 2000년대 중반의 바이러스성 동영상에서 유래한 인기 있는 인터넷 밈이다. 주인공이 컴퓨터의 로딩이 너무 느리다고 비명을 지르고 키보드로 테이블을 반복적으로 쳐서 키가 떨어지는 장면이 등장한다.

## 같이 보기
- 기내 난동
- 단백동화 스테로이드
- 테크노스트레스
- 디버그
- 프리징 (컴퓨팅)
- 디지털 미디어 사용과 정신건강